# Блу Хил (Мејн)
Блу Хил (енгл. Blue Hill) насељено је место без административног статуса у америчкој савезној држави Мејн.

## Демографија
По попису из 2010. године број становника је 943.
| Група             | 2000.    | 2010.       |
| Белци             | 0 (0,0%) | 902 (95,7%) |
| Афроамериканци    | 0 (0,0%) | 2 (0,2%)    |
| Азијати           | 0 (0,0%) | 20 (2,1%)   |
| Хиспаноамериканци | 0 (0,0%) | 10 (1,1%)   |
| Укупно            | 0        | 943         |